# Au Pont du Rock
Le festival Au Pont du Rock est le plus vieux festival Rock associatif et indépendant en Bretagne, fondé en 1989. Il a lieu chaque été, le dernier week-end de juillet, à Malestroit dans le Morbihan.

## Histoire
En 1989, l'association Les enfants du Roc'k dans la commune du Roc-Saint-André (Morbihan), il fait défiler pendant quatre ans la majorité des groupes de la scène rock alternative. En 1995, après deux ans d'interruption, il débarque à Malestroit avec la collaboration de l'association Malestroit Arts et Culture. Sa programmation s'ouvre alors au blues et au reggae.
En 1999, les deux associations fusionnent au sein d'Aux Arts etc.
En 2002, le festival passe à deux scènes, ce qui permet au festival de démultiplier son public, en atteignant les 8 000 festivaliers, puis à 12 000 festivaliers en 2004,.

### Années 2020: un équilibre financier fragile
En 2022, après l'annulation des éditions des deux années précédentes en raison de la pandémie de Covid-19, le festival passe sur un format de 3 jours. La fréquentation est cependant insuffisante avec 15 000 festivaliers sur les 18 000 espérés pour atteindre l'équilibre. Le festival décide de repasser sur deux jours en 2023,. L'édition 2023 affiche une bonne santé, avec un record de fréquentation et une rentabilité financière. Cependant les années 2024 et 2025 enregistrent un recul du nombre de festivaliers. Avec 17 500 festivaliers en 2025, l'édition accuse un déficit financier, lié à l'augmentation des coûts d'assurance, de sécurité et des cachets artistes en augmentation sur les dernières années.

## Fonctionnement
En 2018, le budget du festival est de 900 000 €, dont 3 % sont issus de subventions publiques. Le festival est géré par une association qui ne compte qu'un seul salarié, Damien Le Guével,. Une cinquantaine de membres sont présents à l'année et 500 bénévoles assistent l'association pendant le festival.

## Programmation
Quelques noms passés au festival : Les Garçons Bouchers, Miossec, Louise Attaque, Mass Hysteria, Les Négresses vertes, Ska-P, Bénabar, Luke, Alpha Blondy, Saez, Fishbone, Les Têtes Raides, Hubert-Félix Thiéfaine, Louis Bertignac, Tété, Eiffel, Cali, Dionysos, Daniel Darc, Popa Chubby, Tricky, Pony Pony Run Run, Civet, Shaka Ponk, Bad Religion, Archive, The Dø, Moriarty, Birdy Nam Nam, Camille, 1995, Féfé, Kavinsky, Carbon Airways, Stupeflip. 